# بطمس

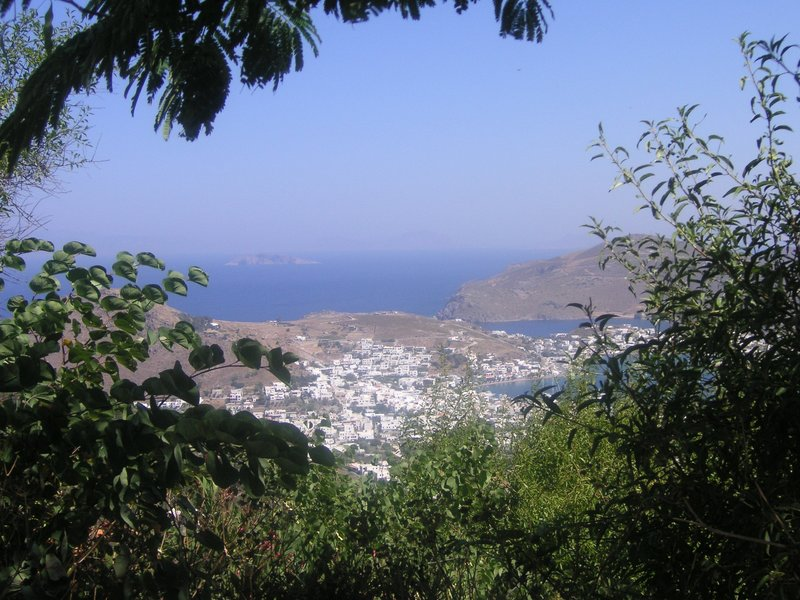
بطمس

جزيرة بطمس (يونانية: Πάτμος وتلفظ ‎[pátmos]‏) جزيرة يونانية تطل على بحر إيجة. وهي إحدى الجزر اليونانية ويبلغ عدد سكانها حوالي 3000 نسمة ومساحتها هي 36,6 كم² . أعلى نقطة فيها هي قمة بروفيتيس إيلياس، 269 م فوق سطح البحر.
مجتمعي بطمس الرئيسين هم هورا وسكالا (الميناء البحري التجاري الوحيد). الكنائس والمجتمعات الموجودة في بطمس تتبع التقاليد الأرثودوكسية الشرقية.
تشتهر بطمس بإنها ذكرت في الكتاب المقدس المسيحي «سفر الرؤيا» في العهد الجديد. حيث تذكر مقدمة السفر ان كاتبه، يوحنا، تم نفيه إلى بطمس وهناك رأى وسجل الرؤية التي رآها من يسوع المسيح. التقاليد المسيحية القديمة تعرّف يوحنا كاتب السفر على أنه يوحنا الإنجيلي. ولذلك، فإن بطمس هي مكان للحج المسيحي. الزائرين يستطيعون زيارة الكهف الذي يعتقد ان يوحنا كان فيه عندما ترآت له أحداث سفر الرؤيا. العديد من الأديرة في الجزيرة هي مخصصة للقديس يوحنا.

مستوطنة سكالا في بطمس

بطمس هي أيضاً موطن المدرسية البطمية، المدرسة اللاهوتية اليونانية.
الجزيرة هي أيضاً المكان التي يدعي جماعة «وطن الإسلام» انه قام بها العالم الأسود «يعقوب» بخلق الجنس الأبيض بسبب برنامج للتكاثر خارج عن نطاق السيطرة.

## تاريخ
سيطر الأتراك على الجزيرة لسنوات، وخلالها عانت الجزيرة من تدهور في مكتبتها الغنية بالكتب في دير القديس يوحنا. تم السيطرة على بطمس من قبل الإيطاليين في 1912 خلال الحرب التركية الإيطالية. في 1915، بطمس كانت ما تزال تحت السيطرة الإيطالية.
عرفت بطمس في العصور القديمة على انها المكان التي نبتت فيه الكثير من الورود.

## وصلات خارجية
- كل المعلومات عن جزيرة بطمس
- معلومات عن بطمس
- Patmos Virtual Tour, Maps, Photos and information
- Patmos-Island.com
- Greek Islands: Patmos
- Patmos photos and information
- جزيرة بطمس
- فندق بطمس
- Sailor´s informations about Patmos port نسخة محفوظة 8 أبريل 2016 على موقع واي باك مشين.
- Patmos Travel Info